# Kristdemokratiska partiet i Albanien

PDK:s logotyp

Kristdemokratiska partiet i Albanien (på albanska Partia Demokristiane e Shqipërisë, förkortad PDK) är ett kristdemokratiskt politiskt parti i Albanien, bildat 11 december 1991. Partiledaren är Nard Ndoka. I parlamentsvalet 2006 fick PDK sex mandat i parlamentet av totalt 140 mandat.